# Mexikanische Badmintonmeisterschaft 1999
Die Mexikanische Badmintonmeisterschaft 1999 fand in Toluca statt. Es war die 51. Auflage der nationalen Titelkämpfe von Mexiko im Badminton.

## Sieger und Finalisten
| Disziplin    | Gold                             | Silber                      |
| ------------ | -------------------------------- | --------------------------- |
| Herreneinzel | Fernando de la Torre             | Bernardo Monreal            |
| Dameneinzel  | María de la Paz Luna Félix       | Gabriela Melgoza            |
| Herrendoppel | Luis Lopezllera Bernardo Monreal | Jesús Olvera Gustavo Meré   |
| Damendoppel  | keine Daten                      | keine Daten                 |
| Mixed        | Gustavo Meré Gabriella Rodríguez | Bernardo Monreal Jan Pin He |

## Referenzen
- http://badminton.com.mx/index.php/campeones/singles-varonil